# Cerkev Srca Jezusovega, Spodnje Škofije
Cerkev Srca Jezusovega (it. Chiesa di Sacro Cuore di Gesù) na Spodnjih Škofijah je župnijska cerkev župnije Škofije.

## Zgodovina
Cerkvica sv. Mateja na Spodnjih Škofijah, na takratnem pokopališču, ki je bila podružnica oz. kuracija župnije Lazaret, je postala premajhna za potrebe občestva, zato so verniki pričeli zbirati sredstva za gradnjo nove, večje cerkve. Z gradbenimi deli na lokaciji v bližini stare cerkvice so pričeli leta 1913, pod vodstvom inženirja Barbierija. Občina Milje je dala parcelo, pesek, apno in nekaj lesa, domačini pa so izvedli izkope, vozili kamenje ter pomagali pri gradnji. Blagoslovitev temeljnega kamna je bila 31. januarja 1943.

### Sprememba zavetnika cerkve in župnije
Na željo župljanov je tedanji župnik Anton Hribernik na Škofijo Koper poslal prošnjo za spremembo zavetnika župnijske cerkve in župnije, iz dotedanjega zavetnika apostola sv. Mateja, na Srce Jezusovo, katerega podoba je dominantna na glavnem oltarju. Cerkvena kongregacija za bogoslužje je prošnji ugodila in 14. marca 1972 izdala dekret o odobritvi novega zavetnika: Presveto Srce Jezusovo.

## Zunanjost cerkve
Cerkev je zgrajena v neoromanskem slogu, prizidana ji je bila zakristija, leta 1987 so ji prizidali zvonik.

## Notranjost cerkve
Notranjost cerkve se je večkrat spreminjala, še posebej po zamenjavi zavetnika cerkve in župnije. 
Nekdanji glavni oltar je bil zgrajen iz kraškega marmorja, kamniti tabernakelj je daroval sanatorij iz Ankarana. Na levi strani je bil Marijin oltar, na desni pa oltar sv. Mateja. V cerkvi je bila tudi lesena prižnica in lesena oltarna miza.
Leta 1997 je bil obnovljen kor in so bile odstranjene stare orgle.

### Sedanja notranja oprema
Leta 1992 so prenovili prezbiterij, na steni katerega je odtlej oltarna slika s podobo nekdanjega zavetnika evangelista sv. Mateja, na desni strani pred slavolokom pa kip Srca Jezusovega. Istega leta je tedanji koprski škof Metod Pirih posvetil in blagoslovil novo oltarno mizo, ambon in krstilnik.
Leta 1996 so v cerkvi za spremljanje bogoslužnega petja namestili sintetizator.
Leta 2009 sta bila nameščena dva nova kropilnika, urejeno je bilo ogrevanje cerkve.

## Zvonik in zvonovi
Zvonik cerkve so zgradili šele leta 1987, 18. oktobra t.l. ga je blagoslovil tedanji koprski škof Janez Jenko.Ima dva zvonova.